# شيزو كاناكوري
شيزو كاناكوري (باليابانية:金栗 四三)
كان سباحاً يابانيًا يحتفل به باسم "أب الماراثون" في اليابان. يحمل سجل غينيس العالمي لأطول وقت للانتهاء من الماراثون مع وقت 54 عاماً 8 شهراً 6 أيام 5 ساعات 32 دقيقة 20.3 ثانية - تقاعد كاناكوري من مسابقة الماراثون للرجال في دورة ألعاب أولمبيا في ستوكهولم عام 1912 دون إبلاغ السلطات, ولكن التلفزيون السويدي أعطاه الفرصة لإكمال مسابقته الماراثونيية في عام 1967.

## السيرة
نشأ كاناكوري في بلدة ريفية تسمى ناغومي في جزيرة كيوشو لعائلة تبيع الساكي. كان يركض مسافة أربعة أميال تقريبًا إلى المدرسة كل يوم.
في نوفمبر 1911, وفي سن العشرين, شارك كاناكوري في التجارب المحلية لأولمبياد ستوكهولم عام 1912 حيث قيل إنه حقق رقمًا قياسيًا عالميًا في الماراثون ‏ بـ 2 ساعة و30 دقيقة و33 ثانية, على الرغم من أن المسار كان 40 كـم (25 ميل) فقط..    تم اختياره كواحد من الرياضيين اليابانيين لحضور الحدث. كان على كلا الرياضيين أن يدفعوا تكاليف سفرهم البالغة 1800 ين, كما أجرى زملاء كاناكوري حملة لجمع التبرعات على مستوى البلاد جمعت 1500 ين.  شقيق شيزو الأكبر, سانيتسوجو كاناكوري, جمع 300 ين. وللاستعداد, تدرب مع كانو جيغورو, مؤسس الجودو.

### ماراثون أولمبياد 1912 والاختفاء
اشتهر كاناكوري باختفائه أثناء سباق الماراثون في دورة الألعاب الأولمبية في ستوكهولم عام 1912.
كان كاناكوري أول رياضي ياباني يتأهل للألعاب الأولمبية. شرع في رحلة صعبة لمدة 18 يومًا إلى ستوكهولم, أولاً بالسفينة ثم بالقطار طوال السكك الحديدية عبر سيبيريا. عندما وصل أخيرًا إلى ستوكهولم, كان كاناكوري ضعيفًا بسبب الرحلة الطويلة. ولجعل الأمور أسوأ, كان يعاني من صعوبة النوم بسبب شمس منتصف الليل, وكان يعاني من مشاكل مع الطعام المحلي. كان مدرب الفريق الياباني, هيوزو أوموري, طريح الفراش في أغلب الأحيان بسبب مرض السل, وفشل في منح كاناكوري تدريبًا كافيًا قبل السباق.
أقيم السباق بالقرب من ستوكهولم وسط موجة حر. طوال السباق, انسحب العشرات من المتسابقين, بما في ذلك العداء فرانسيسكو لازارو, الذي أدى انهياره في منتصف السباق ووفاته لاحقًا إلى جعله أول حالة وفاة في الألعاب الأولمبية. وصف جوني هايز, الحائز على الميدالية الذهبية الأولمبية, هذا الحدث بأنه "عار على الحضارة". كما عانى كاناكوري أيضًا من ارتفاع حرارة الجسم بشكل منهك. بعد حوالي ستة عشر ميلاً من السباق, غادر كاناكوري المنهك المسار وتعثر يائسًا في حفلة حديقة قريبة, حيث شرب عصير البرتقال لمدة ساعة. وبسبب شعوره بالحرج من فشله, عاد بصمت إلى اليابان دون إخطار مسؤولي السباق.
وبما أن كاناكوري لم يتمكن من إنهاء السباق, فقد أعطى مسؤولو السباق جائزة الترضية, وهي ملعقة خشبية كبيرة, إلى روسي. أثار اختفاء كاناكوري قصصًا فكاهية في السويد حول العداء الياباني المفقود المزعوم. أضافت السويد شيزو كاناكوري إلى قائمة الأشخاص المفقودين, وظل اسمه هناك لمدة خمسين عامًا.

### مهنة الجري في وقت لاحق
على الرغم من ذلك, تم اختيار كاناكوري للمشاركة في دورة الألعاب الأولمبية الصيفية لعام 1916, والتي تم إلغاؤها لاحقًا بسبب الحرب العالمية الأولى. تنافس كاناكوري في دورة الألعاب الأولمبية الصيفية لعام 1920 التي أقيمت في أنتويرب, حيث احتل المركز السادس عشر بزمن قدره ساعتان و48 دقيقة و45.4 ثانية. شارك كاناكوري لاحقًا في الألعاب الأولمبية الصيفية عام 1924, حيث فشل في إنهاء السباق.

### العودة إلى السويد
اكتشفه أحد المراسلين السويديين أثناء عمله كمدرس للجغرافيا في جنوب اليابان وفي عام 1967, عرضت قناة التلفزيون السويدي على كاناكوري فرصة إكمال ماراثونه. لقد قبل. وبمجرد وصوله إلى السويد, "قفز من الطائرة" و"ركض حول المدرج" لتدفئة ساقيه, و"أظهر قوة كبيرة" وفقًا لوكالة أسوشيتد برس. في 20 مارس 1967 أنهى الماراثون. وكان وقته الرسمي 54 سنة و8 أشهر و6 أيام و5 ساعات و32 دقيقة و20.3 ثانية. علق قائلاً: "كانت رحلة طويلة. وفي الطريق, تزوجت, وأنجبت ستة أطفال وعشرة أحفاد."
أثناء وجوده في السويد, عاد كاناكوري إلى فيلا الحديقة, حيث كان يشرب عصير البرتقال. التقى بـ بينج بيترا, ابن مضيفيه الأصليين. وبينما كانوا يشربون المزيد من عصير البرتقال, أوضح بينج بيترا أن إحدى المقتنيات الثمينة لعائلة بيترا كانت مخطوطة مكتوبة باللغة اليابانية أعطاها كاناكوري للعائلة ليشكرهم على كرم ضيافتهم. عند فحص المخطوطة, قال كاناكوري للعائلة بحزن, "إنها مجرد نموذج عادات قديم."
يُعرف كاناكوري أيضًا بدوره في تأسيس ماراثون هاكوني إيكيدن في عام 1920. منذ عام 2004, تم تسمية الجائزة الكبرى في السباق باسمه.
توفي عن عمر يناهز 92 عامًا في 13 نوفمبر 1983, في مسقط رأسه تامانا في محافظة كوماموتو, اليابان.